# Китнер, Альфред
Альфред Китнер (нем. Alfred Kittner; 24 ноября 1906, Черновицы, Буковина, Австро-Венгрия — 14 августа 1991, Дюссельдорф) — румынский поэт, переводчик; писал на немецком языке.

## Биография
Родился в Черновицах в ассимилированной еврейской семье. В 1914 году, после начала Первой мировой войны, бежал в Вену, опасаясь вторжения российских войск. В 1918 вернулся, два года служил в румынской армии.
В 1931 году поехал изучать германистику в Бреслау, но вынужден был прервать учёбу по финансовым причинам и вернулся в Черновицы.
До начала Второй мировой войны был банковским служащим, переводчиком и редактором газеты «Der Tag» в Черновицах; тогда же дебютировал в печати как поэт. После оккупации Буковины советскими, а затем румынскими и немецкими войсками Китнер был отправлен в гетто, а в 1942 году депортирован в Транснистрию. Был заключённым нескольких лагерей, на момент освобождения территории Красной армией в 1944 году находился в исправительно-трудовом лагере на каменоломне, откуда смог бежать и вернуться в Черновцы.
В 1945 году репатриировался в Румынию и поселился в Бухаресте, где работал библиотекарем в Обществе культурных связей между Румынией и Советским Союзом (ARLUS). Много переводил, в том числе русских писателей: И. С. Тургенева, М. Е. Салтыкова-Щедрина, А. Н. Толстого, А. С. Серафимовича, К. Г. Паустовского, М. С. Бубеннова, В. Ф. Попова, В. Т. Кучерявенко.
В 1958 году попал в поле зрения румынской спецслужбы Секуритате, которую интересовали подробности жизни таких писателей, как Альфред Маргул-Шпербер, Оскар Вальтер Чизек, Пауль Шустер, Дитер Шлезак, Петре Стойка. Китнер подписал согласие о сотрудничестве, став неофициальным сотрудником Секуритате под конспиративным именем «Леопольд Людвиг» (позже «Лалу», «Кароль» или «Кароль Андрей»). В 1977 году Секуритате освободила его от обязательств, однако Китнеру об этом не сообщила. В том же году Георге Преотеаса, офицер Первого управления, занимавшийся немецким меньшинством в Румынии, вновь привлёк Китнера к сотрудничеству. После этого Китнер отправил в Секуритате письмо, в котором грозил покончить с собой, если его не оставят в покое. Короткое уведомление о том, что писатель свободен от обязательств, датировано 31 января 1979 года.
После смерти жены (1980) Китнер эмигрировал в Германию. Остаток жизни провёл в Дюссельдорфе.